# Jas-de-Bouffan
Pour les articles homonymes, voir Jas.
Le quartier du Jas-de-Bouffan se situe à l'ouest d'Aix-en-Provence. Il fait partie du canton d'Aix-en-Provence-Sud-Ouest. Il fait référence à une propriété de la famille du peintre Paul Cézanne où il y a vécu.
Ce quartier est une Zone d'Aménagement Concerté (Z.A.C)
Initié dans les années 1970, il a acquis sa forme définitive dans les années 1990. Ce quartier compte une mairie dans la rue Charloun-Rieu
Le Jas de Bouffan est classé quartier prioritaire par le Secrétariat général du comité interministériel des villes, avec 6 000 habitants en 2018.

## Toponymie
Le nom jas désigne une bergerie en provençal. Bouffan peut se traduire par « vent ». Il pourrait venir du provençal boufa, « souffler ». Ce nom évoque sans doute la situation venteuse et surélevée d'un jas qui a donné son nom à tout le quartier.

## Délimitation
Le quartier du Jas-de-Bouffan s'étend à l'ouest de la N296/A51. La limite est marquée par le boulevard du Château-Double et l'avenue Marcel-Pagnol. Il est délimité, au nord, par l'avenue Jean-Monnet et sa continuité, la route de Berre. Au sud, l'autoroute A8 en trace globalement la limite. Enfin, à l'ouest, on trouve sa limite le long du boulevard de la Grande-Thumine, de l'avenue du Clos-Gabriel, de l'avenue des Jardins-d'Estelle et du boulevard des Deux-Ormes,.

## Histoire
La construction du quartier du Jas-de-Bouffan est pour l'essentiel à mettre au crédit du maire Félix Ciccolini (1967-1978). C'est lui qui, en avril 1969, prend la décision de construire sur ce quartier en devenir « 5 075 logements moyens, des écoles, des commerces, un collège, un stade et un centre omnisports sur 169 hectares de terrain » pour permettre le logement de nombreuses familles de rapatriés d'Algérie. Il déclare en 1973 que le quartier du Jas-de-Bouffan, en pleine expansion, « symbolise notre ville tout entière qui, depuis quelques années, subit une des plus fortes mutations de son histoire. » La partie ouest de la ville d'Aix-en-Provence est alors considérée comme la seule possibilité d'extension urbaine. La première pierre du quartier a été posée en 1975.

### Le Jas de Bouffan de Cézanne

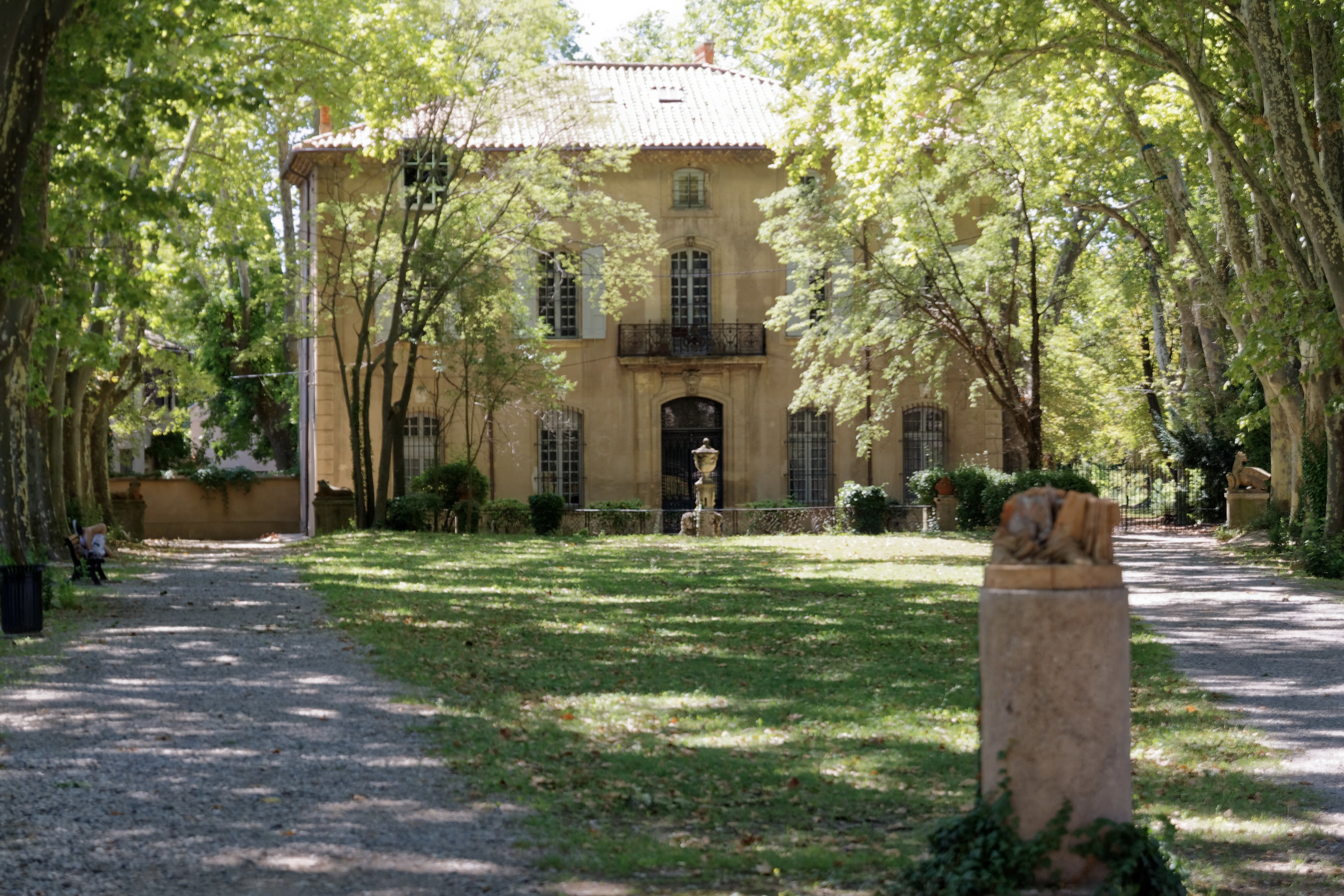
Bastide du Jas de Bouffan

Le Jas de Bouffan est le nom d'un jas du XVIIIe siècle acheté le 15 septembre 1859 par Louis-Auguste Cézanne, père du peintre Paul Cézanne, à Gabriel-Fernand Joursin. Elle possède un domaine agricole et viticole de 15 hectares. Ce n'est que vers 1870 que toute la famille Cézanne s'installe dans la Bastide du Jas de Bouffan, même si Paul s'y rend régulièrement pour peindre. Le peintre y a installé son atelier et y a commencé sa carrière. Il y a fait l'une de ses plus « grandes » œuvres (travail mural de 1859 à 1899 : « Les Quatre saisons »), ainsi que Le Jas de Bouffan (vers 1876) conservé au musée de l'Ermitage.
Le 23 octobre 1886, Louis-Auguste Cézanne y meurt. Les murs voient en 1888 la présence d'Auguste Renoir, qui n'y reste pourtant pas longtemps, en raison de « l'avarice noire qui règne dans la maison ».
Enfin, la famille Cézanne vend son bien le 18 septembre 1899 à Louis Granel, ingénieur agronome de Carcassonne. La maison reste dans la famille Granel, puis, par alliance, dans la famille Corsy, jusqu'en 1994, date à laquelle le docteur Corsy la vend à la mairie.

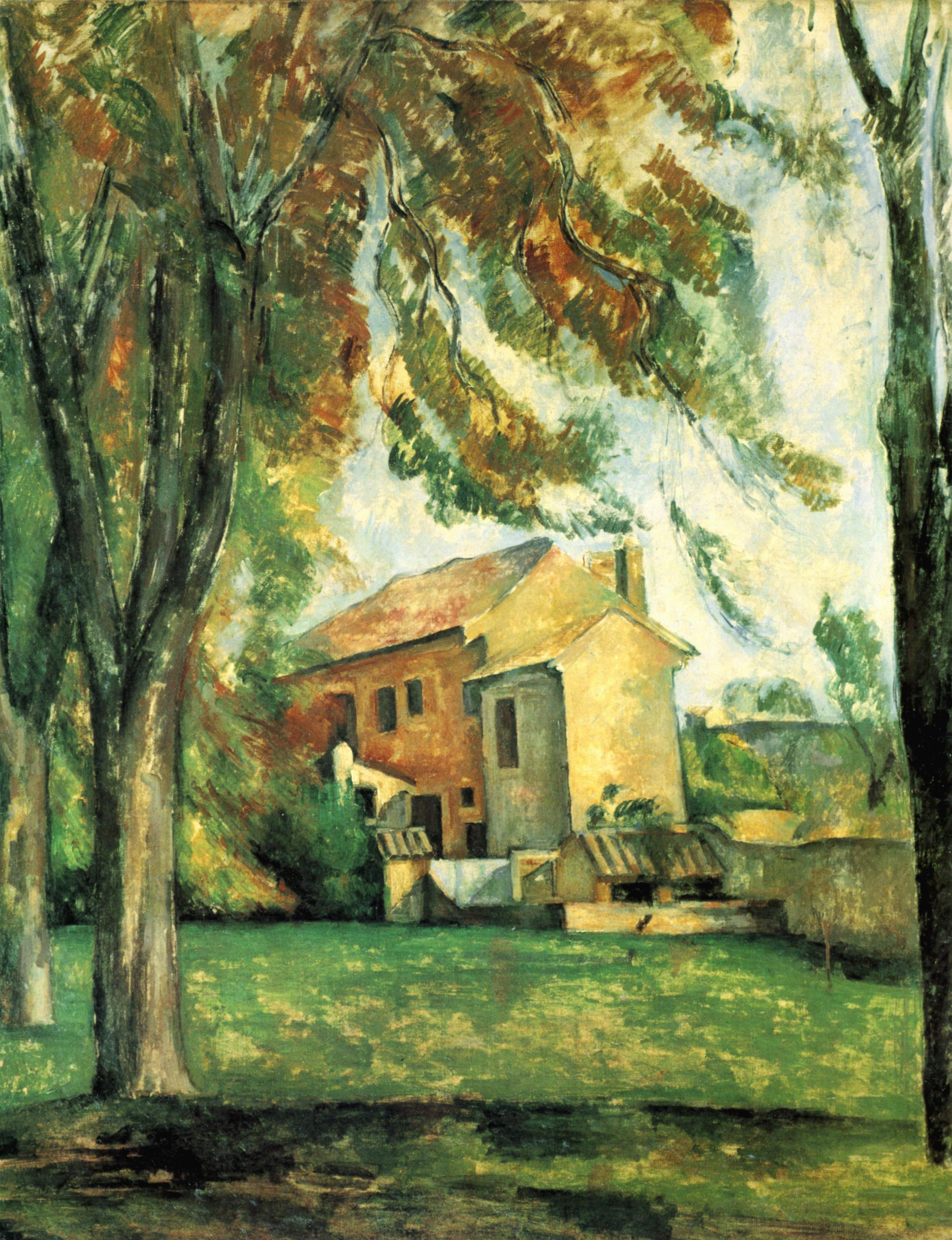
La Ferme du Jas de Bouffan, Paul Cézanne, 1884-1885, huile sur toile, Norton Simon Museum.
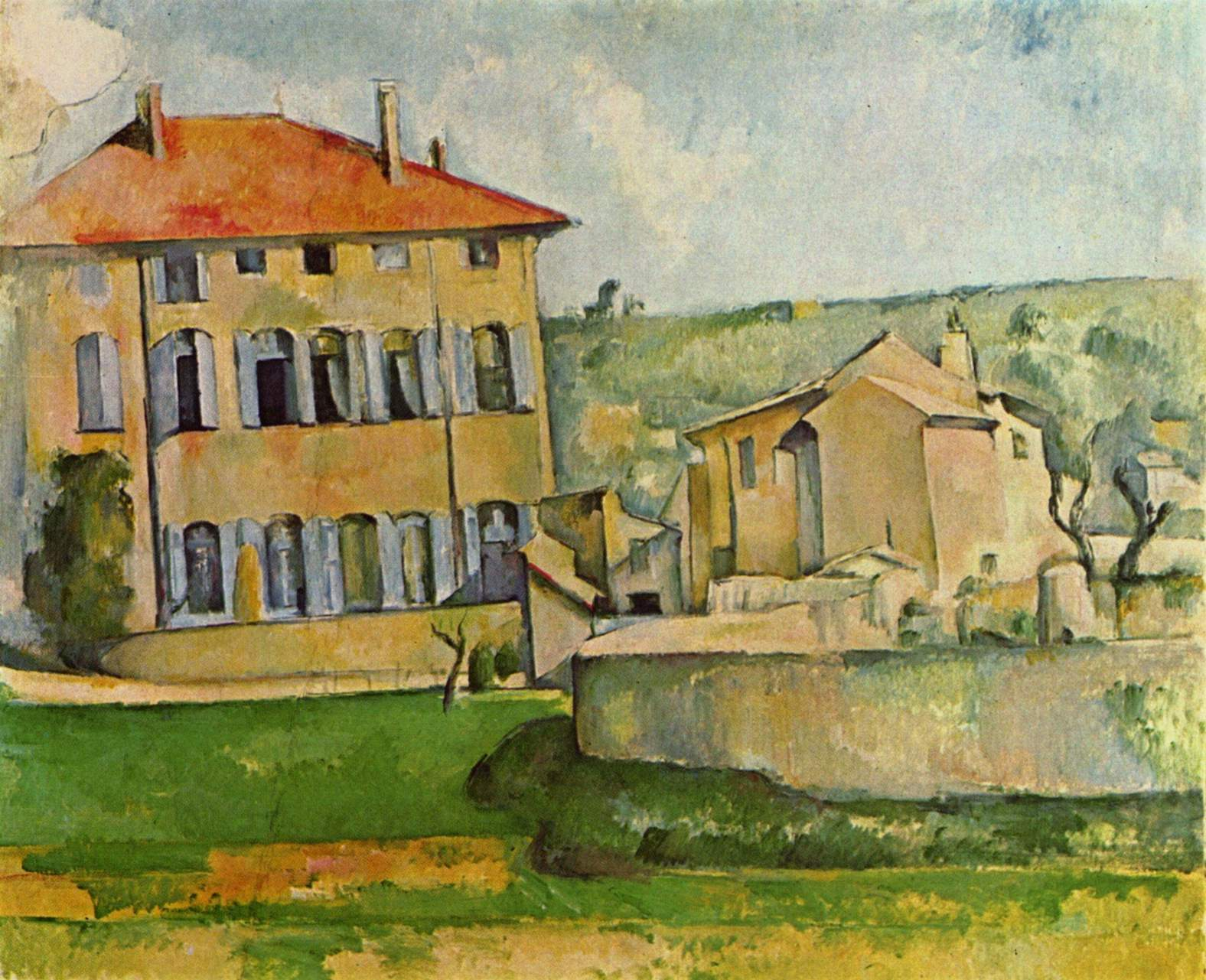
Le Jas de Bouffan (1881-1882), galerie nationale de Prague
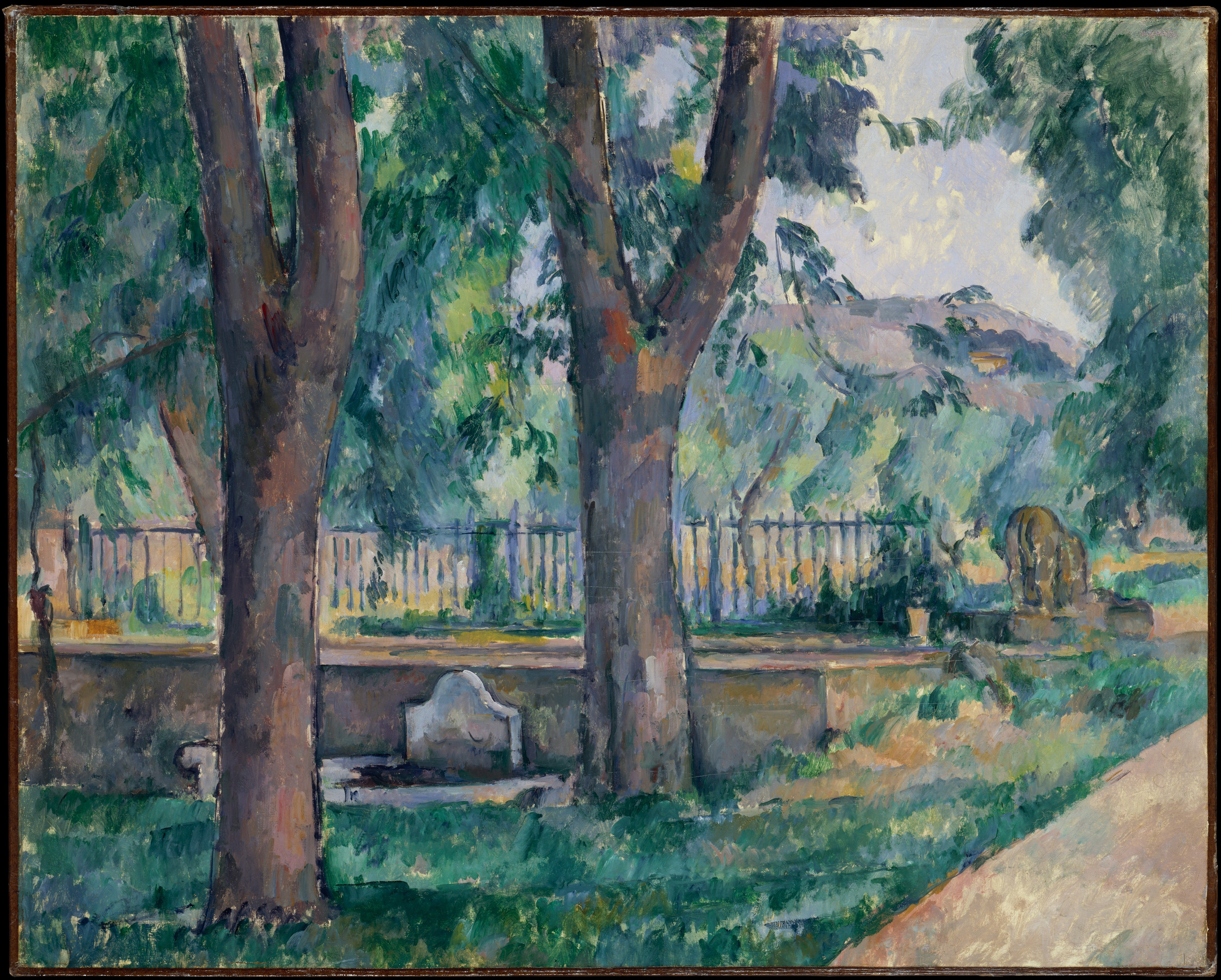
Vue d’un bassin (fin des années 1880), Metropolitan Museum of Art
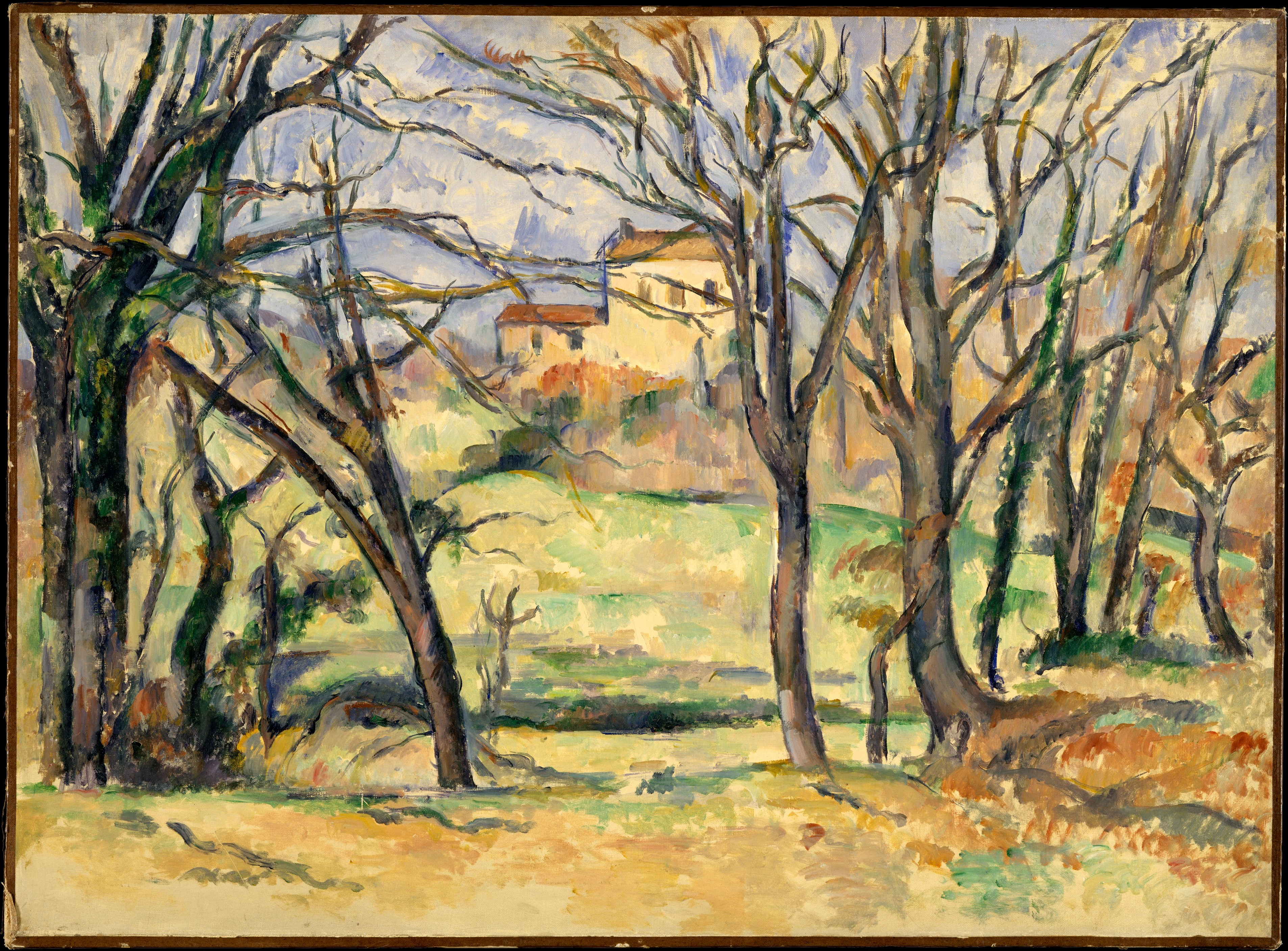
Arbres et maisons à proximité du Jas de Bouffan (1885-1886), MET

### Accès
La maison de campagne des Cézanne au Jas de Bouffan est située à la sortie « Jas-de-Bouffan » depuis la voie rapide en direction des Alpes. Étant aujourd'hui la propriété de la mairie d'Aix-en-Provence, le jardin et les dépendances sont ouverts au public.
La ligne n°2B d'Aix-en-Bus, départ de l'office de tourisme, permet d'atteindre la maison à l'arrêt « Corsy ».

## Patrimoine
Aujourd'hui le quartier du Jas-de-Bouffan, situé à 2 000 mètres du centre-ville historique, est reconnu comme le quartier le plus arboré d'Aix-en-Provence. Le quartier possède aujourd'hui son aspect définitif et ses principales infrastructures. 
Le tribunal de grande instance d'Aix-en-Provence.  
Le château de l'Horloge (bâtisse provençale typique du XIXe siècle) est un centre culturel.
La fondation Vasarely.

### Patrimoine naturel

#### Parcs

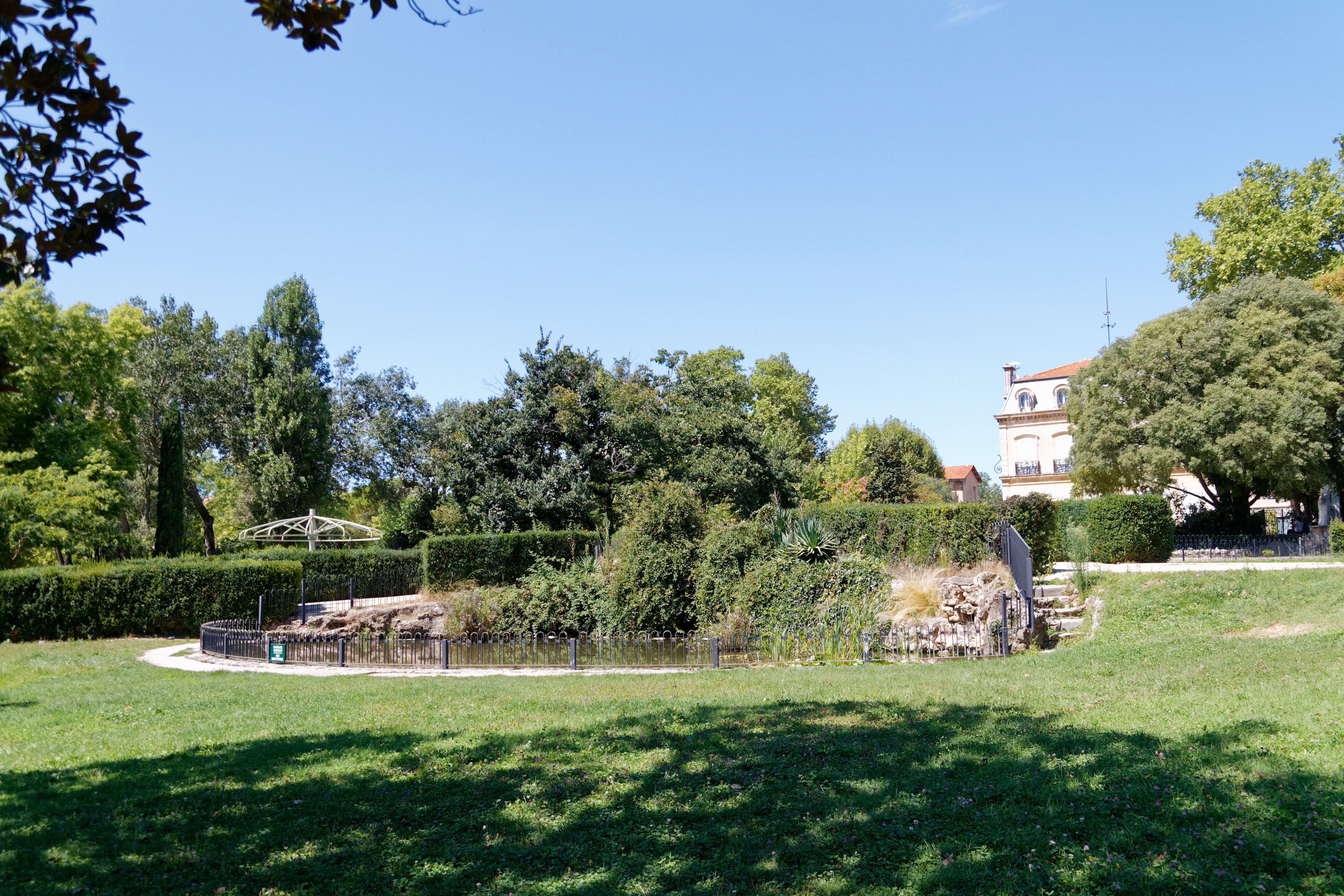
Parc Saint-Mitre

Le quartier du Jas-de-Bouffan possède deux parcs.
- Le parc Gilbert Vilers, d'une superficie de 5 hectares, a été aménagé dans un style paysager. Il longe l'avenue Saint-John-Perse. On y trouve un plan d'eau de 2 000 m2 et un théâtre de verdure de 800 places. De plus, sa situation centrale dans le quartier en fait un lieu très accessible, bénéficiant d'une vue sur la montagne Sainte-Victoire[14].
- Le parc Saint-Mitre se situe le long de la route de Berre. Il occupe une superficie de 50 000 m2. Il est remarquable par la présence de marronniers centenaires et d'une bâtisse construite en 1875. Un ruisseau le traverse. Un arboretum est situé dans sa partie est, incluant une serre hollandaise et une roseraie de collection. Enfin, un vieux lavoir couvert et un grand bassin peuplé de poissons et de batraciens donnent à l'ensemble un aspect calme et verdoyant[14].

## Urbanisme
Une grande partie du quartier du Jas-de-Bouffan a permis la construction d'habitations à loyer modéré. Ainsi, en 2004, 55 % des logements du quartier étaient assimilés au locatif HLM contre 16 % seulement pour la totalité de la ville d'Aix-en-Provence.
L'ensemble général des logements du quartier s'élevait à 5 132 en 2006.

## Population et société

### Démographie
Le quartier du Jas-de-Bouffan est peuplé de familles d'origine et d'identité diverses et variables qui s'installent ou qui transitent, méditerranéennes avec une grande communauté algérienne, puis de nombreuses communautés moins importantes sont présentes notamment les communautés marocaine, tunisienne, malgache, antillaise, turque, etc.[réf. souhaitée]. Le quartier prioritaire compte 6 019 habitants en 2018, contre 6 900 en 2013, pour un taux de pauvreté de 35 %.
Le taux de chômage est, au quartier du Jas-de-Bouffan, supérieur à la moyenne de la ville d'Aix-en-Provence : 21 % au Jas-de-Bouffan, contre 16,6 % sur la ville d'Aix en 2004. Cette moyenne est toutefois très inférieure au taux de chômage moyen dans toutes les ZUS des Bouches-du-Rhône (35 %). Un ménage sur deux est non imposé.

### Éducation

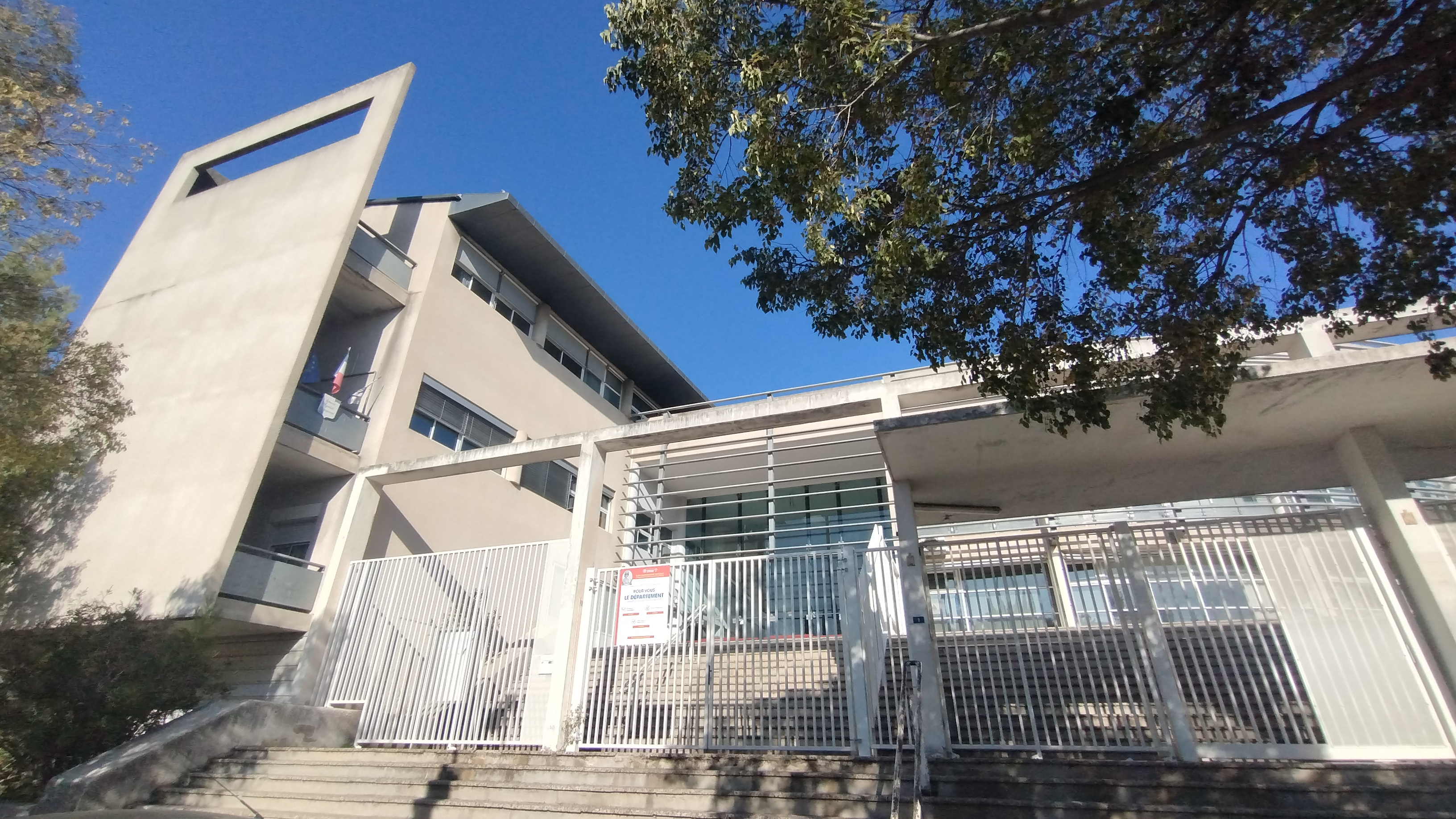
Le collège Jas-de-Bouffan.

Le quartier du Jas-de-Bouffan compte deux collèges : le collège du Jas-de-Bouffan et le collège Château-Double. Le premier est ouvert en 1965 et compte près de 500 élèves entre 2016 et 2023, par ailleurs classé au sein du Réseau d'éducation prioritaire (REP). Son taux de réussite au brevet des collèges a beaucoup varié entre 2006 et 2021 : il est au plus bas en 2007 avec 42 % de réussite et au plus haut en 2010 et 2014 avec 82 %, puis baisse de nouveau à 68 % en 2021.

### Religion

#### Catholicisme
Le Jas-de-Bouffan dépend de la paroisse Saint-François-d'Assise.

#### Islam
Une mosquée pouvant accueillir jusqu'à 400 fidèles.

### Culture

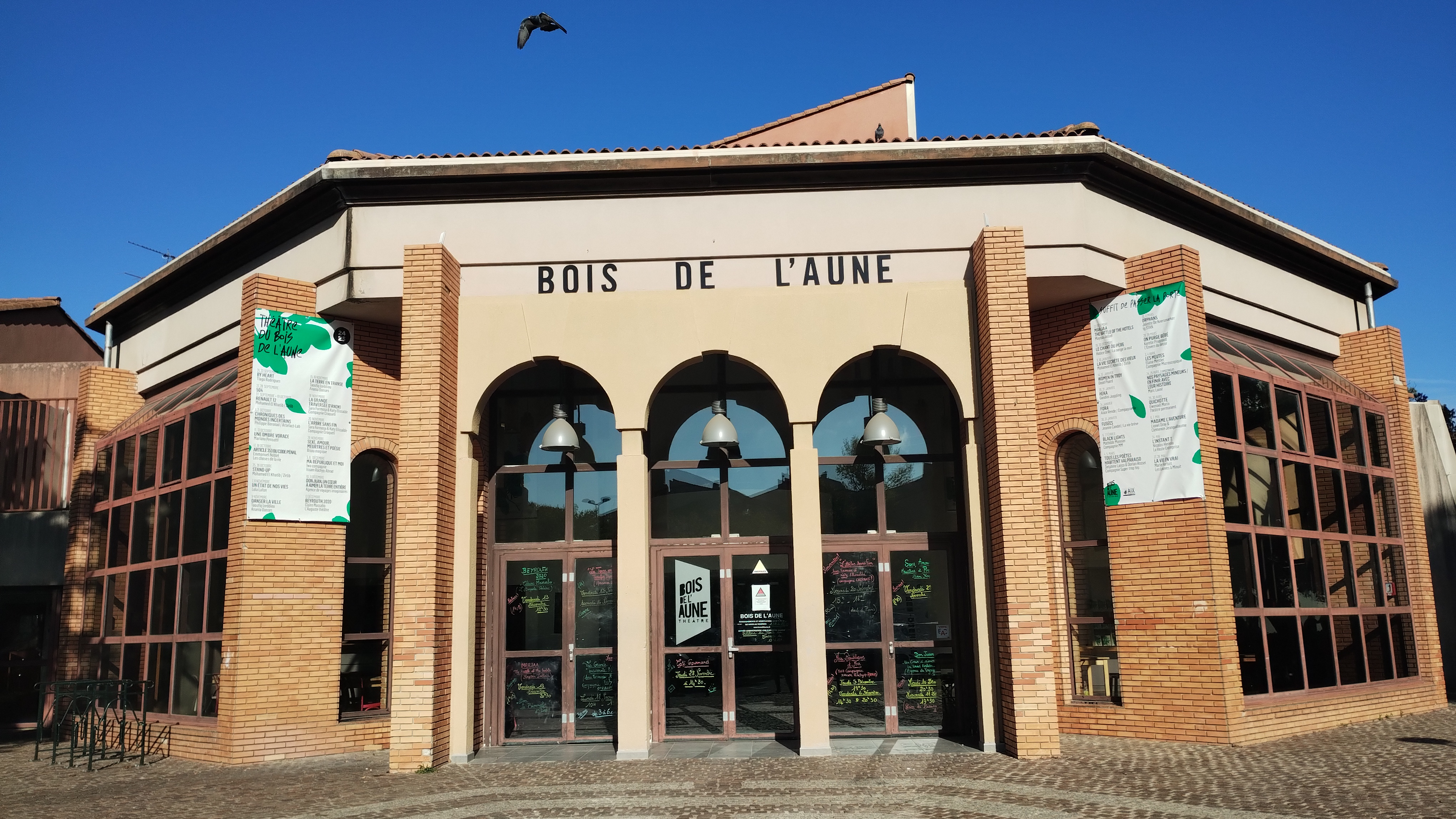
Théâtre du Bois de l'Aune.

Le Théâtre de Verdure, situé dans l'enceinte du parc principal du quartier du Jas-de-Bouffan, le parc Georges-Villers, accueille souvent des spectacles gratuits. Le ZIKZAC festival s'y déroule chaque été.
Le Patio (place Victor-Schœlcher) accueille diverses associations artistiques et culturelles.
La salle du Bois-de-l'Aune a vocation à accueillir divers spectacles, concerts, ou autres événements...
Le Planétarium d'Aix en Provence se situe également dans le quartier (Parc Saint-Mitre).

### Lutte contre la fracture numérique

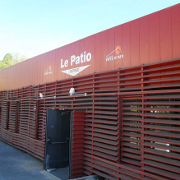
La Maison Numérique se trouve à l'intérieur du Patio

La Maison Numérique a été créée en 2009 par l’Association Anonymal au patio du Bois de l’Aune, dans le quartier du Jas-de-Bouffan à Aix-en-Provence. C’est un Espace public numérique, de 100 m2, équipé de 27 postes informatiques, climatisé et accessible aux personnes à mobilité réduite. Il y est proposé des ateliers d’initiation et de perfectionnement à l’informatique et des ateliers de création multimédia. Engagée dans le monde de la réinsertion professionnel, La Maison Numérique propose également une formation diplômante permettant de passer le Brevet informatique et internet pour adulte (B2IA).
En 2011, la Maison Numérique voit ses actions récompensées par l’obtention du label ERIC (Espace Régional Internet Citoyen) du Conseil Régional Provence Alpes Côte d’Azur.
La Maison Numérique est également labellisée NetPublic par la Délégation aux usages de l’Internet du ministère chargé des PME, de l’Innovation et de l’Économie Numérique et le Ministère de l’Enseignement Supérieur et de la Recherche depuis 2012.
Depuis 2014, elle dispose d'une imprimante 3D Mendelmax 2 permettant aux adhérents de faire fabriquer des objets.

## Vie associative

### Associations sociales/ centres sociaux

#### Jas Inter-générations

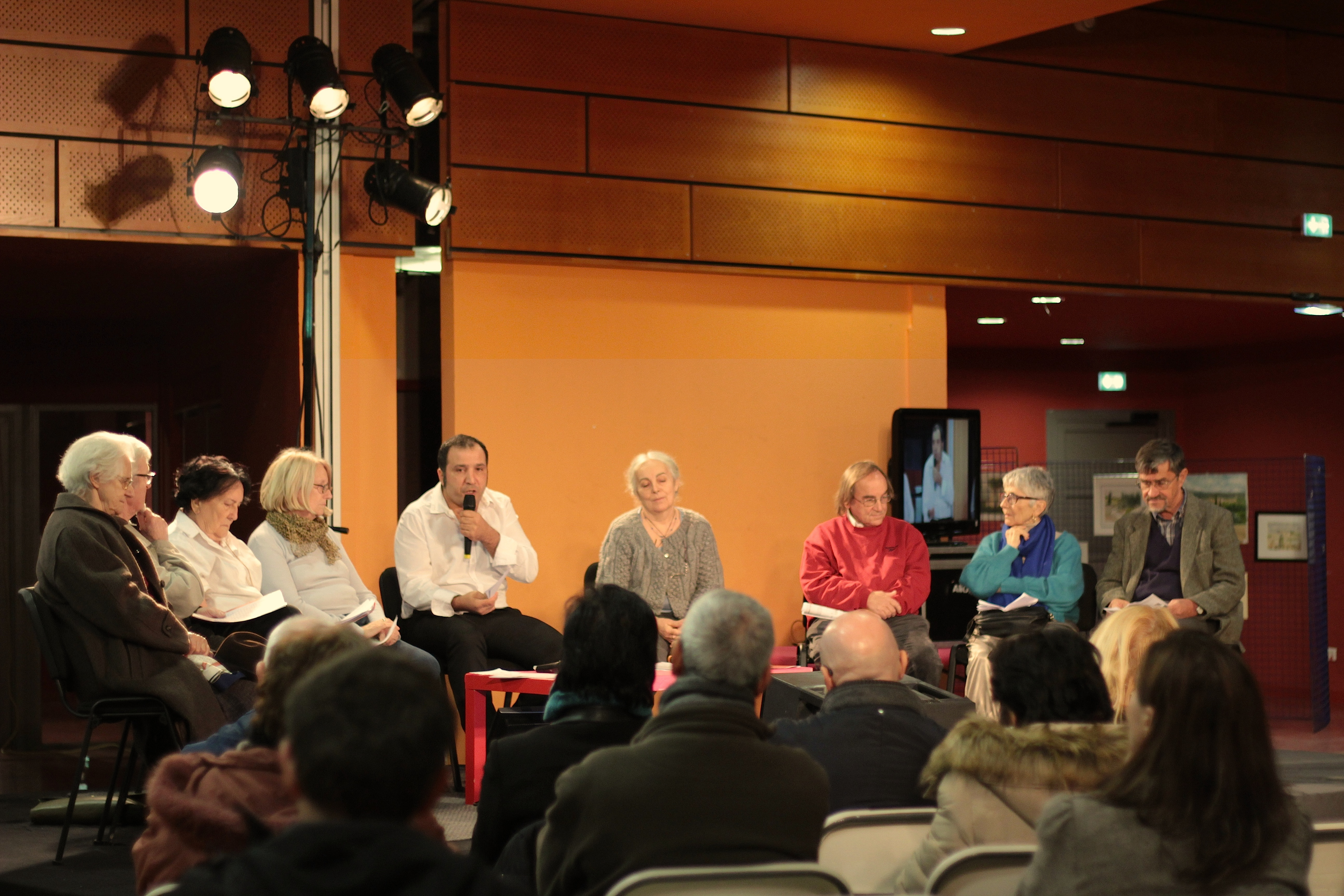
Plateau TV du Jas Intergénération organisé par Anonymal

Lancé en 2012, « Jas Inter-générations » vise à mobiliser et rendre visibles les seniors (jeunes retraités, personnes âgées) habitant le quartier du Jas-de-Bouffan, située à l’ouest d’Aix-en-Provence.
Anonymal et ses partenaires ont constitué dès la première année un groupe de 10 reporters-citoyens seniors. Ces journalistes en herbe sont ainsi devenus les journalistes de leur territoire. Plus tard, ils sont rejoints par un groupe de jeunes (volontaires Unis-Cité) afin de renforcer l'aspect intergénérationnel du projet.
Les objectifs du projet : impliquer les seniors dans la vie de leur quartier, lutter contre leur isolement et les rendre visibles ; valoriser leur expérience, les encourager à transmettre leurs connaissances à des plus jeunes ; rapprocher les générations au sein d’un même quartier ; récolter et mettre en valeur l’Histoire du quartier du Jas-de-Bouffan.
Leur mission première est de raconter le passé. En collectionnant les richesses humaines qui composent notre territoire, le Musée virtuel MEMOJAS met à l'honneur le patrimoine intime et collectif du Jas-de-Bouffan.
Le groupe a également à cœur de s'investir dans ce qui fait l'actualité du quartier. Ainsi, Mémojas, mon petit journal du Jas est un journal bimestriel édité par ces-derniers et mettant à l'honneur toutes les activités du territoire.

## Vie locale

### Commerces
Le Jas de Bouffan comprend une zone commerciale avec une galerie marchande, un Géant Casino.

### Sports et loisirs

#### Stade Maurice David
Le stade Maurice-David est un stade de sport situé à Aix-en-Provence. Provence rugby, club évoluant en Fédérale 1 (saison 2017-2018), en est le club résident. Sa capacité d'accueil est de 5 000 places.
Convaincu que le rugby aixois ne pourra pas prendre un essor important dans le cadre d´une structure omnisports,[Interprétation personnelle ?] Maurice David, alors coprésident de l'Aix Université Club, veut fédérer les passionnés de rugby autour d'un "projet rugby", d'un club 100 % rugby. On est en 1970, l'Aix Rugby Club vient de naître. Maurice David en est le fondateur et présidera le club jusqu'en 1973.

#### Piscine Plein Ciel
La piscine Plein ciel à Aix en Provence est une piscine couverte composée d'un bassin découvrable de 25m (avec 4 couloirs), d'un solarium et entourée d'une pelouse.
Plusieurs activités sont proposées :
- natation pour enfants de 4 à 10 ans
- bébés nageurs à l'eau et jardin aquatique (de 5 mois à 4 ans)
- natation maternité ouverte à toutes les futures mamans (dès 4 mois de grossesse)
- cours d'aquagym